# Doña Sebastiana
Doña Sebastiana —o Sebastiana— es una isla del sur de Chile localizada en la Región de Los Lagos. Se ubica en el canal de Chacao y es la más septentrional del archipiélago de Chiloé. Pertenece a la comuna de Maullín, en la provincia de Llanquihue.
Es una isla de unos tres km de largo por uno de ancho o, según otro autor, de 1600 m de largo de NO a SE. Tiene unos 50 m de altitud en su parte noroccidental y sus costas escarpadas, pero en el lado norte y en una ensenada del lado sur hay playas arenosas que permiten el acceso en embarcaciones pequeñas. Se encuentra al norte de la bahía de Ancud, en medio de la boca occidental del canal de Chacao, a 1,7 mn de la punta Chocoy en el continente y a unas 4 de la punta Guapacho en la Isla Grande de Chiloé.
A fines del siglo XIX existían cuatro bancos de arena en sus cercanías. El banco Aquiles al ONO, el banco Inglés y otro sin nombre al S y SE y el banco Campana al S, siendo el banco Inglés el más extenso y el más peligroso para las embarcaciones de la época.
En 1897 estaba habitada por dos familias, que vivían en dos casas en el lado norte y practicaban la agricultura y la ganadería. Según el censo de 1920, tenía una población de 60 personas.
A principios de 2012 era habitada solo por Manuel Uribe, bisnieto de los primeros pobladores, quien vivía solo allí desde hace 22 años. De acuerdo a su relato, en otros tiempos la isla llegó a tener 70 habitantes pertenecientes a doce familias, que abandonaron el lugar en forma gradual. El 17 de mayo de 2012, Manuel Uribe fue asesinado por dos hombres que habían viajado a la isla a recoger luga.
La isla está cubierta de pastizales y bosque nativo y en sus playas habitan lobos marinos y dos especies de pingüino. Por la abundancia de fauna y la inexistencia de recorridos turísticos a la isla, durante el año 2011 se planteó crear un servicio de visitas guiadas en manos de pescadores de Corona, en la isla de Chiloé, para que fuera una circuito alternativo a Puñihuil, pero luego desistieron de esa idea y optaron por las visitas a las fortificaciones españolas de la península Lacuy.